# Alagón (llinatge)

Escut d'armas de Blasco I d'Alagón segons l'armorial de Gelre (f. 63v).

El llinatge dels Alagó prengué el cognom de la senyoria d'Alagón i fou dels principals del Regne d'Aragó, donant donà lloc als comtes de Sástago, una de les vuit grans cases del Regne d'Aragó anomenades a les Corts de Montsó i considerada la segona en ordre jeràrquic. Els Alagón també s'emparentaren amb els Híjar, els marquesos d'Aguilar, els comtes d'Agosta, Aranda, Fuenclara, Gociano, Malta, Montesanto, Nobaria, Policeto i Villasur, els vescomtes de Biota i de Rueda, etc. També tingueren branques al Regne de València, al Regne de Sicília i al Regne de Sardenya.
Un dels noms habituals del lliantge fou el d'Artal, traducció a l'aragonès d'Artau, heretat del comte de Pallars Sobirà Artau III de Pallars Sobirà. El seu net, Artal II d'Alagón, es casà amb Toda Romeo, que aportà la tradició del nom Blasco propi del seu llinatge. A partir d'aleshores els noms Artal i Blasco seran els propis del lliantge Alagón, que s'aniran alternant en els hereus; a més, també anomenaven Artal o Blasco al segon fill en funció de què a l'hereu li pertoqués el nom de Blasco o Artal.
Les seves armes heràldiques són en camp de plata sis rodelles de sable situades en dos pals de tres o quatre cadascun.

## Senyors d'Alagón
- Lope Garçés "el Peregrino" o 'Lope I d'Alagón'
- Ximena Lópeç d'Alagón o 'Ximena I d'Alagón' (filla)
- Ximena Péreç d'Alagón o 'Ximena II d'Alagón' (filla)
- Artau III de Pallars Sobirà o 'Artal I d'Alagón' (marit)
- Palacín I d'Alagón (fill)
- Artal II d'Alagón (fill)
- Blasco I d'Alagón "el Gran" (fill)
- Artal III d'Alagón (fill)
- Blasco II d'Alagón "el Net" (fill)
- Artal IV d'Alagón (fill). Era germà de Blasco d'Alagón "el Vell", qui va ser pare de Blasco d'Alagón "el Jove"
- Artal V d'Alagón (fill)
- Blasco III d'Alagón (fill)
- Artal VI d'Alagón (fill)
- Artal VII d'Alagón (fill)
- Artal VIII d'Alagón (fill)
- Blasco IV d'Alagón (fill)
- Pero I d'Alagón (fill)
- Blasco V d'Alagón (fill) (1r comte de Sástago). El 1511 el rei Ferran II d'Aragó creà el comtat de Sástago, essent coneguts a partir d'aleshores com els Alagón de Sástago.